# Eleições legislativas portuguesas de 2015 no distrito de Viseu
| Eleições legislativas portuguesas de 2015 Distritos: Aveiro \| Beja \| Braga \| Bragança \| Castelo Branco \| Coimbra \| Évora \| Faro \| Guarda \| Leiria \| Lisboa \| Portalegre \| Porto \| Santarém \| Setúbal \| Viana do Castelo \| Vila Real \| Viseu \| Açores \| Madeira \| Estrangeiro |

## Resultados por concelho
Os resultados nos concelhos do Distrito de Viseu foram os seguintes:

### Armamar
| Partido                 | Partido                        | Votos | %               | +/-   |
| ----------------------- | ------------------------------ | ----- | --------------- | ----- |
|                         | Portugal à Frente              | 1 797 | 55,58 / 100,00  | 10,30 |
|                         | Partido Socialista             | 736   | 22,77 / 100,00  | 1,14  |
|                         | Bloco de Esquerda              | 237   | 7,33 / 100,00   | 5,40  |
|                         | Coligação Democrática Unitária | 190   | 5,88 / 100,00   | 0,92  |
|                         | PCTP/MRPP                      | 52    | 1,61 / 100,00   | 0,54  |
|                         | Outros                         | 105   | 3,24 / 100,00   |       |
| Votos Inválidos         | Votos Inválidos                | 116   | 3,59 / 100,00   | 0,46  |
| Total                   | Total                          | 3 233 | 100,00 / 100,00 |       |
| Eleitorado/Participação | Eleitorado/Participação        | 6 224 | 51,94 / 100,00  | 4,95  |

| Freguesia                | %     | %     | %     | %     | %    | Votantes |
| Freguesia                | PÀF   | PS    | BE    | CDU   | PCTP | Votantes |
| ------------------------ | ----- | ----- | ----- | ----- | ---- | -------- |
| Aldeias                  | 63,21 | 18,13 | 9,33  | 2,59  | 0    | 193      |
| Aricera e Goujoim        | 65,25 | 21,19 | 4,24  | 4,24  | 1,69 | 118      |
| Armamar                  | 46,93 | 23,33 | 10,37 | 7,91  | 2,18 | 733      |
| Cimbres                  | 73,28 | 13,74 | 3,82  | 2,29  | 0    | 131      |
| Folgosa                  | 37,32 | 34,45 | 10,53 | 12,44 | 0,48 | 209      |
| Fontelo                  | 57,51 | 26,88 | 3,76  | 6,07  | 1,45 | 346      |
| Queimada                 | 67,57 | 14,19 | 6,08  | 6,08  | 0,68 | 148      |
| Queimadela               | 69,68 | 15,48 | 8,39  | 0,65  | 0    | 155      |
| Santa Cruz               | 70,54 | 13,39 | 3,57  | 2,68  | 1,79 | 112      |
| São Cosmado              | 50,87 | 31,71 | 5,92  | 2,09  | 1,39 | 287      |
| São Martinho das Chãs    | 74,29 | 13,57 | 5,36  | 1,79  | 0,36 | 280      |
| São Romão e Santiago     | 58,90 | 20,25 | 5,52  | 6,13  | 3,07 | 163      |
| Vacalar                  | 55,86 | 18,92 | 8,11  | 9,01  | 0,90 | 111      |
| Vila Seca e Santo Adrião | 33,20 | 31,98 | 8,91  | 11,34 | 5,67 | 247      |
| Armamar                  | 55,58 | 22,77 | 7,33  | 5,88  | 1,61 | 3 233    |

### Carregal do Sal
| Partido                 | Partido                         | Votos | %               | +/-   |
| ----------------------- | ------------------------------- | ----- | --------------- | ----- |
|                         | Portugal à Frente               | 2 584 | 52,94 / 100,00  | 10,93 |
|                         | Partido Socialista              | 1 342 | 27,49 / 100,00  | 3,63  |
|                         | Bloco de Esquerda               | 328   | 6,72 / 100,00   | 3,92  |
|                         | Coligação Democrática Unitária  | 142   | 2,91 / 100,00   | 0,49  |
|                         | Partido Democrático Republicano | 64    | 1,31 / 100,00   | Novo  |
|                         | Outros                          | 209   | 4,28 / 100,00   |       |
| Votos Inválidos         | Votos Inválidos                 | 212   | 4,34 / 100,00   | 0,02  |
| Total                   | Total                           | 4 881 | 100,00 / 100,00 |       |
| Eleitorado/Participação | Eleitorado/Participação         | 9 801 | 49,80 / 100,00  | 0,67  |

| Freguesia          | %     | %     | %    | %    | %    | Votantes |
| Freguesia          | PÀF   | PS    | BE   | CDU  | PDR  | Votantes |
| ------------------ | ----- | ----- | ---- | ---- | ---- | -------- |
| Beijós             | 58,60 | 25,63 | 4,84 | 2,33 | 0,90 | 558      |
| Cabanas de Viriato | 50,46 | 31,75 | 5,80 | 2,11 | 1,19 | 759      |
| Carregal do Sal    | 50,58 | 28,80 | 8,55 | 2,52 | 1,85 | 1 625    |
| Oliveira do Conde  | 50,16 | 27,85 | 6,31 | 4,10 | 1,24 | 1 537    |
| Parada             | 69,90 | 15,42 | 5,22 | 2,24 | 0,25 | 402      |
| Carregal do Sal    | 52,94 | 27,49 | 6,72 | 2,91 | 1,31 | 4 881    |

### Castro Daire
| Partido                 | Partido                         | Votos  | %               | +/-  |
| ----------------------- | ------------------------------- | ------ | --------------- | ---- |
|                         | Portugal à Frente               | 4 137  | 55,82 / 100,00  | 7,33 |
|                         | Partido Socialista              | 2 174  | 29,33 / 100,00  | 2,55 |
|                         | Bloco de Esquerda               | 313    | 4,22 / 100,00   | 2,78 |
|                         | Coligação Democrática Unitária  | 202    | 2,73 / 100,00   | 0,48 |
|                         | Partido Democrático Republicano | 75     | 1,01 / 100,00   | Novo |
|                         | Outros                          | 235    | 3,16 / 100,00   |      |
| Votos Inválidos         | Votos Inválidos                 | 275    | 3,71 / 100,00   | 0,14 |
| Total                   | Total                           | 7 411  | 100,00 / 100,00 |      |
| Eleitorado/Participação | Eleitorado/Participação         | 16 063 | 46,14 / 100,00  | 1,99 |

| Freguesia                 | %     | %     | %    | %    | %    | Votantes |
| Freguesia                 | PÀF   | PS    | BE   | CDU  | PDR  | Votantes |
| ------------------------- | ----- | ----- | ---- | ---- | ---- | -------- |
| Almofala                  | 69,12 | 16,91 | 5,15 | 0,74 | 0,74 | 136      |
| Cabril                    | 41,71 | 47,87 | 1,42 | 2,84 | 0    | 211      |
| Castro Daire              | 54,40 | 29,25 | 4,68 | 3,92 | 1,37 | 2 116    |
| Cujó                      | 73,23 | 16,16 | 5,05 | 1,01 | 0,51 | 198      |
| Gosende                   | 59,18 | 24,49 | 7,14 | 3,57 | 0,51 | 196      |
| Mamouros, Alva e Ribolhos | 53,46 | 32,13 | 3,75 | 2,02 | 0,86 | 694      |
| Mezio e Moura Morta       | 62,34 | 20,78 | 2,92 | 2,92 | 0,32 | 308      |
| Mões                      | 50,17 | 32,95 | 5,09 | 2,20 | 1,50 | 865      |
| Moledo                    | 57,42 | 28,62 | 4,54 | 1,92 | 0,52 | 573      |
| Monteiras                 | 72,18 | 12,90 | 6,05 | 0,40 | 0    | 248      |
| Parada de Ester e Ester   | 50,45 | 35,23 | 4,77 | 2,05 | 0,68 | 440      |
| Pepim                     | 68,02 | 24,42 | 1,16 | 1,16 | 0,58 | 172      |
| Picão e Ermida            | 70,45 | 16,15 | 3,09 | 3,44 | 0,69 | 291      |
| Pinheiro                  | 57,91 | 32,77 | 2,54 | 0,85 | 1,69 | 354      |
| Reriz e Gafanhão          | 38,10 | 43,33 | 3,33 | 5,24 | 1,90 | 420      |
| São Joaninho              | 68,25 | 21,69 | 2,65 | 1,59 | 0    | 189      |
| Castro Daire              | 55,82 | 29,33 | 4,22 | 2,73 | 1,01 | 7 411    |

### Cinfães
| Partido                 | Partido                        | Votos  | %               | +/-  |
| ----------------------- | ------------------------------ | ------ | --------------- | ---- |
|                         | Portugal à Frente              | 4 324  | 48,51 / 100,00  | 2,28 |
|                         | Partido Socialista             | 3 139  | 35,21 / 100,00  | 3,75 |
|                         | Bloco de Esquerda              | 501    | 5,62 / 100,00   | 3,72 |
|                         | Coligação Democrática Unitária | 284    | 3,19 / 100,00   | 0,63 |
|                         | PCTP/MRPP                      | 99     | 1,11 / 100,00   | 0,20 |
|                         | Outros                         | 310    | 3,48 / 100,00   |      |
| Votos Inválidos         | Votos Inválidos                | 257    | 2,88 / 100,00   | 0,06 |
| Total                   | Total                          | 8 914  | 100,00 / 100,00 |      |
| Eleitorado/Participação | Eleitorado/Participação        | 17 830 | 49,99 / 100,00  | 3,46 |

| Freguesia                            | %     | %     | %    | %    | %    | Votantes |
| Freguesia                            | PÀF   | PS    | BE   | CDU  | PCTP | Votantes |
| ------------------------------------ | ----- | ----- | ---- | ---- | ---- | -------- |
| Alhões, Bustelo, Gralheira e Ramires | 50,27 | 34,24 | 4,89 | 2,45 | 1,63 | 368      |
| Cinfães                              | 40,29 | 41,29 | 8,08 | 3,58 | 0,73 | 1 509    |
| Espadanedo                           | 65,58 | 18,76 | 4,73 | 1,63 | 1,14 | 613      |
| Ferreiros de Tendais                 | 51,27 | 31,85 | 6,37 | 3,50 | 0,64 | 314      |
| Fornelos                             | 45,13 | 37,76 | 7,37 | 1,18 | 1,47 | 339      |
| Moimenta                             | 44,17 | 39,81 | 6,31 | 2,43 | 2,43 | 206      |
| Nespereira                           | 57,47 | 27,70 | 4,14 | 4,58 | 1,09 | 917      |
| Oliveira do Douro                    | 42,34 | 40,58 | 4,09 | 5,40 | 1,17 | 685      |
| Santiago de Piães                    | 54,11 | 30,22 | 5,85 | 2,69 | 0,63 | 632      |
| São Cristóvão de Nogueira            | 38,27 | 43,56 | 6,57 | 5,28 | 2,06 | 776      |
| Souselo                              | 49,11 | 36,71 | 4,67 | 2,42 | 0,97 | 1 242    |
| Tarouquela                           | 48,34 | 34,50 | 4,87 | 3,12 | 0,58 | 513      |
| Tendais                              | 65,48 | 20,05 | 3,81 | 0,51 | 2,28 | 394      |
| Travanca                             | 37,44 | 47,29 | 5,42 | 1,48 | 0,25 | 406      |
| Cinfães                              | 48,51 | 35,21 | 5,62 | 3,19 | 1,11 | 8 914    |

### Lamego
| Partido                 | Partido                        | Votos  | %               | +/-   |
| ----------------------- | ------------------------------ | ------ | --------------- | ----- |
|                         | Portugal à Frente              | 6 474  | 46,87 / 100,00  | 13,02 |
|                         | Partido Socialista             | 4 632  | 33,53 / 100,00  | 4,69  |
|                         | Bloco de Esquerda              | 946    | 6,85 / 100,00   | 4,39  |
|                         | Coligação Democrática Unitária | 646    | 4,68 / 100,00   | 1,19  |
|                         | PCTP/MRPP                      | 148    | 1,07 / 100,00   | 0,23  |
|                         | Outros                         | 496    | 3,59 / 100,00   |       |
| Votos Inválidos         | Votos Inválidos                | 472    | 3,42 / 100,00   | 0,60  |
| Total                   | Total                          | 13 814 | 100,00 / 100,00 |       |
| Eleitorado/Participação | Eleitorado/Participação        | 25 392 | 54,40 / 100,00  | 2,12  |

| Freguesia                      | %     | %     | %    | %     | %    | Votantes |
| Freguesia                      | PÀF   | PS    | BE   | CDU   | PCTP | Votantes |
| ------------------------------ | ----- | ----- | ---- | ----- | ---- | -------- |
| Avões                          | 28,53 | 25,83 | 6,61 | 29,13 | 3,60 | 333      |
| Bigorne, Magueija e Pretarouca | 46,94 | 34,69 | 6,12 | 2,27  | 2,49 | 441      |
| Britiande                      | 51,28 | 33,12 | 6,84 | 2,99  | 1,07 | 468      |
| Cambres                        | 34,53 | 47,46 | 5,54 | 5,20  | 2,19 | 866      |
| Cepões, Meijinhos e Melcões    | 64,83 | 18,00 | 5,83 | 4,83  | 1,33 | 600      |
| Ferreirim                      | 52,61 | 27,56 | 7,93 | 3,34  | 1,25 | 479      |
| Ferreiros de Avões             | 54,75 | 23,95 | 7,98 | 4,18  | 0,38 | 263      |
| Figueira                       | 64,97 | 23,73 | 3,39 | 2,82  | 0    | 177      |
| Lalim                          | 52,48 | 32,39 | 3,78 | 3,07  | 0,95 | 423      |
| Lamego (Almacave e Sé)         | 42,83 | 35,76 | 7,97 | 4,91  | 0,68 | 6 370    |
| Lazarim                        | 58,54 | 20,21 | 6,27 | 1,05  | 2,79 | 287      |
| Parada do Bispo e Valdigem     | 40,73 | 43,49 | 6,97 | 2,75  | 1,83 | 545      |
| Penajoia                       | 55,71 | 28,94 | 3,74 | 2,56  | 0,98 | 508      |
| Penude                         | 57,53 | 28,40 | 5,43 | 1,98  | 0,37 | 810      |
| Samodães                       | 43,24 | 36,94 | 6,31 | 3,60  | 0,90 | 111      |
| Sande                          | 43,62 | 38,94 | 7,23 | 4,04  | 0,64 | 470      |
| Várzea de Abrunhais            | 50,90 | 31,08 | 8,11 | 3,60  | 0,90 | 222      |
| Vila Nova de Souto d'El-Rei    | 63,04 | 23,13 | 3,40 | 3,40  | 1,59 | 441      |
| Lamego                         | 46,87 | 33,53 | 6,85 | 4,68  | 1,07 | 13 814   |

### Mangualde
| Partido                 | Partido                        | Votos  | %               | +/-  |
| ----------------------- | ------------------------------ | ------ | --------------- | ---- |
|                         | Portugal à Frente              | 4 286  | 43,94 / 100,00  | 8,70 |
|                         | Partido Socialista             | 3 468  | 35,55 / 100,00  | 0,06 |
|                         | Bloco de Esquerda              | 601    | 6,16 / 100,00   | 4,06 |
|                         | Coligação Democrática Unitária | 382    | 3,92 / 100,00   | 0,85 |
|                         | LIVRE/Tempo de Avançar         | 143    | 1,47 / 100,00   | Novo |
|                         | PCTP/MRPP                      | 102    | 1,05 / 100,00   | 0,29 |
|                         | Outros                         | 325    | 3,34 / 100,00   |      |
| Votos Inválidos         | Votos Inválidos                | 447    | 4,58 / 100,00   | 0,27 |
| Total                   | Total                          | 9 754  | 100,00 / 100,00 |      |
| Eleitorado/Participação | Eleitorado/Participação        | 19 724 | 49,45 / 100,00  | 3,44 |

| Freguesia                                 | %     | %     | %    | %    | %    | %    | Votantes |
| Freguesia                                 | PÀF   | PS    | BE   | CDU  | L    | PCTP | Votantes |
| ----------------------------------------- | ----- | ----- | ---- | ---- | ---- | ---- | -------- |
| Abrunhosa-a-Velha                         | 42,86 | 35,92 | 4,49 | 2,04 | 0    | 1,22 | 245      |
| Alcafache                                 | 40,37 | 37,93 | 6,90 | 5,27 | 0,41 | 1,01 | 493      |
| Cunha Baixa                               | 46,27 | 33,14 | 7,45 | 3,14 | 0,20 | 1,37 | 510      |
| Espinho                                   | 54,45 | 31,36 | 4,45 | 2,75 | 0,42 | 1,91 | 472      |
| Fornos de Maceira Dão                     | 46,28 | 34,57 | 5,79 | 3,31 | 0,41 | 1,52 | 726      |
| Freixiosa                                 | 58,27 | 22,05 | 2,36 | 3,94 | 0    | 0,79 | 127      |
| Mangualde, Mesquitela e Cunha Alta        | 40,96 | 36,88 | 7,05 | 4,62 | 2,31 | 0,90 | 4 892    |
| Moimenta de Maceira Dão e Lobelhe do Mato | 49,90 | 33,54 | 4,97 | 2,90 | 0,62 | 0,62 | 483      |
| Quintela de Azurara                       | 32,51 | 47,70 | 4,95 | 1,41 | 0,71 | 1,41 | 283      |
| Santiago de Cassurrães e Póvoa de Cervães | 39,37 | 38,37 | 6,13 | 3,85 | 1,14 | 1,85 | 701      |
| São João da Fresta                        | 45,45 | 39,09 | 1,82 | 2,73 | 0,91 | 0,91 | 110      |
| Tavares (Chãs, Várzea e Travanca)         | 58,43 | 25,84 | 3,37 | 2,67 | 1,12 | 0,14 | 712      |
| Mangualde                                 | 43,94 | 35,55 | 6,16 | 3,92 | 1,47 | 1,05 | 9 754    |

### Moimenta da Beira
| Partido                 | Partido                        | Votos  | %               | +/-  |
| ----------------------- | ------------------------------ | ------ | --------------- | ---- |
|                         | Portugal à Frente              | 2 523  | 51,56 / 100,00  | 9,83 |
|                         | Partido Socialista             | 1 498  | 30,62 / 100,00  | 1,79 |
|                         | Bloco de Esquerda              | 246    | 5,03 / 100,00   | 3,46 |
|                         | Coligação Democrática Unitária | 189    | 3,86 / 100,00   | 1,56 |
|                         | PCTP/MRPP                      | 59     | 1,21 / 100,00   | 0,59 |
|                         | Outros                         | 174    | 3,58 / 100,00   |      |
| Votos Inválidos         | Votos Inválidos                | 204    | 4,17 / 100,00   | 0,76 |
| Total                   | Total                          | 4 893  | 100,00 / 100,00 |      |
| Eleitorado/Participação | Eleitorado/Participação        | 11 392 | 42,95 / 100,00  | 5,28 |

| Freguesia                            | %     | %     | %    | %    | %    | Votantes |
| Freguesia                            | PÀF   | PS    | BE   | CDU  | PCTP | Votantes |
| ------------------------------------ | ----- | ----- | ---- | ---- | ---- | -------- |
| Alvite                               | 51,16 | 31,71 | 2,54 | 8,67 | 1,27 | 473      |
| Arcozelos                            | 51,12 | 27,24 | 6,72 | 2,99 | 1,12 | 268      |
| Baldos                               | 58,62 | 18,39 | 9,20 | 0    | 3,45 | 87       |
| Cabaços                              | 51,85 | 35,80 | 3,70 | 1,85 | 0,62 | 162      |
| Caria                                | 65,71 | 16,73 | 2,45 | 3,27 | 1,22 | 245      |
| Castelo                              | 63,39 | 20,54 | 2,68 | 3,57 | 0,89 | 112      |
| Leomil                               | 54,43 | 28,27 | 3,80 | 4,64 | 1,48 | 474      |
| Moimenta da Beira                    | 40,27 | 39,82 | 7,52 | 3,88 | 0,91 | 1 316    |
| Paradinha e Nagosa                   | 48,53 | 27,21 | 3,68 | 2,21 | 2,94 | 136      |
| Passô                                | 44,74 | 31,58 | 7,37 | 5,79 | 2,63 | 190      |
| Pêra Velha, Aldeia de Nacomba e Ariz | 65,20 | 19,78 | 4,03 | 2,93 | 1,47 | 273      |
| Peva e Segões                        | 70,28 | 20,43 | 4,02 | 0,62 | 0,62 | 323      |
| Rua                                  | 45,65 | 36,96 | 6,21 | 4,35 | 0,31 | 322      |
| Sarzedo                              | 47,76 | 28,36 | 2,99 | 1,49 | 4,48 | 67       |
| Sever                                | 60,61 | 22,35 | 2,27 | 3,41 | 0,76 | 264      |
| Vilar                                | 51,93 | 35,91 | 2,76 | 2,21 | 1,10 | 181      |
| Moimenta da Beira                    | 51,56 | 30,62 | 5,03 | 3,86 | 1,21 | 4 893    |

### Mortágua
| Partido                 | Partido                        | Votos | %               | +/-  |
| ----------------------- | ------------------------------ | ----- | --------------- | ---- |
|                         | Portugal à Frente              | 2 538 | 52,94 / 100,00  | 5,20 |
|                         | Partido Socialista             | 1 400 | 29,20 / 100,00  | 1,46 |
|                         | Bloco de Esquerda              | 297   | 6,20 / 100,00   | 3,20 |
|                         | Coligação Democrática Unitária | 121   | 2,52 / 100,00   | 0,06 |
|                         | Outros                         | 178   | 3,70 / 100,00   |      |
| Votos Inválidos         | Votos Inválidos                | 260   | 5,42 / 100,00   | 0,34 |
| Total                   | Total                          | 4 794 | 100,00 / 100,00 |      |
| Eleitorado/Participação | Eleitorado/Participação        | 9 526 | 50,33 / 100,00  | 2,76 |

| Freguesia                                     | %     | %     | %    | %    | Votantes |
| Freguesia                                     | PÀF   | PS    | BE   | CDU  | Votantes |
| --------------------------------------------- | ----- | ----- | ---- | ---- | -------- |
| Cercosa                                       | 41,01 | 41,57 | 3,93 | 0,56 | 178      |
| Espinho                                       | 67,98 | 20,97 | 3,93 | 1,50 | 534      |
| Marmeleira                                    | 40,65 | 37,40 | 8,13 | 2,44 | 246      |
| Mortágua, Vale de Remígio, Cortegaça e Almaça | 42,64 | 36,63 | 7,43 | 3,45 | 2 031    |
| Pala                                          | 67,33 | 17,43 | 6,01 | 2,61 | 499      |
| Sobral                                        | 63,28 | 20,05 | 5,35 | 1,78 | 1 122    |
| Trezoi                                        | 48,91 | 35,87 | 4,35 | 1,63 | 184      |
| Mortágua                                      | 52,94 | 29,20 | 6,20 | 2,52 | 4 794    |

### Nelas
| Partido                 | Partido                         | Votos  | %               | +/-   |
| ----------------------- | ------------------------------- | ------ | --------------- | ----- |
|                         | Portugal à Frente               | 3 144  | 45,81 / 100,00  | 13,19 |
|                         | Partido Socialista              | 2 189  | 31,90 / 100,00  | 5,60  |
|                         | Bloco de Esquerda               | 561    | 8,17 / 100,00   | 4,38  |
|                         | Coligação Democrática Unitária  | 293    | 4,27 / 100,00   | 0,92  |
|                         | Partido Democrático Republicano | 84     | 1,22 / 100,00   | Novo  |
|                         | PCTP/MRPP                       | 69     | 1,01 / 100,00   | 0,26  |
|                         | Outros                          | 218    | 3,18 / 100,00   |       |
| Votos Inválidos         | Votos Inválidos                 | 305    | 4,44 / 100,00   | 0,11  |
| Total                   | Total                           | 6 863  | 100,00 / 100,00 |       |
| Eleitorado/Participação | Eleitorado/Participação         | 13 535 | 50,71 / 100,00  | 0,90  |

| Freguesia                    | %     | %     | %     | %    | %    | %    | Votantes |
| Freguesia                    | PÀF   | PS    | BE    | CDU  | PDR  | PCTP | Votantes |
| ---------------------------- | ----- | ----- | ----- | ---- | ---- | ---- | -------- |
| Canas de Senhorim            | 40,64 | 30,35 | 12,63 | 5,91 | 1,46 | 0,94 | 1 710    |
| Carvalhal Redondo e Aguieira | 48,29 | 33,73 | 5,25  | 2,89 | 1,71 | 0,79 | 762      |
| Lapa do Lobo                 | 44,71 | 35,10 | 5,77  | 5,05 | 0,96 | 0,96 | 416      |
| Nelas                        | 44,29 | 32,95 | 8,14  | 4,21 | 1,11 | 1,20 | 2 161    |
| Santar e Moreira             | 44,67 | 35,40 | 6,87  | 4,24 | 0,92 | 0,92 | 873      |
| Senhorim                     | 56,86 | 27,26 | 5,42  | 2,71 | 1,08 | 1,08 | 554      |
| Vilar Seco                   | 60,21 | 24,55 | 3,88  | 1,55 | 1,03 | 0,78 | 387      |
| Nelas                        | 45,81 | 31,90 | 8,17  | 4,27 | 1,22 | 1,01 | 6 863    |

### Oliveira de Frades
| Partido                 | Partido                         | Votos | %               | +/-  |
| ----------------------- | ------------------------------- | ----- | --------------- | ---- |
|                         | Portugal à Frente               | 2 975 | 56,72 / 100,00  | 9,47 |
|                         | Partido Socialista              | 1 252 | 23,87 / 100,00  | 2,22 |
|                         | Bloco de Esquerda               | 348   | 6,63 / 100,00   | 4,12 |
|                         | Coligação Democrática Unitária  | 178   | 3,39 / 100,00   | 0,83 |
|                         | PCTP/MRPP                       | 56    | 1,07 / 100,00   | 0,35 |
|                         | Partido Democrático Republicano | 53    | 1,01 / 100,00   | Novo |
|                         | Outros                          | 145   | 2,76 / 100,00   |      |
| Votos Inválidos         | Votos Inválidos                 | 238   | 4,54 / 100,00   | 0,15 |
| Total                   | Total                           | 5 245 | 100,00 / 100,00 |      |
| Eleitorado/Participação | Eleitorado/Participação         | 9 262 | 56,63 / 100,00  | 4,10 |

| Freguesia                                    | %     | %     | %    | %    | %    | %    | Votantes |
| Freguesia                                    | PÀF   | PS    | BE   | CDU  | PCTP | PDR  | Votantes |
| -------------------------------------------- | ----- | ----- | ---- | ---- | ---- | ---- | -------- |
| Arca e Varzielas                             | 77,75 | 11,50 | 2,75 | 2,50 | 0,50 | 0,75 | 400      |
| Arcozelo das Maias                           | 59,10 | 21,30 | 6,91 | 3,39 | 1,13 | 0,71 | 709      |
| Destriz e Reigoso                            | 52,25 | 28,12 | 6,10 | 3,71 | 1,59 | 1,59 | 377      |
| Oliveira de Frades, Souto de Lafões e Sejães | 51,41 | 26,54 | 8,49 | 3,30 | 1,03 | 0,65 | 1 850    |
| Pinheiro                                     | 58,98 | 19,76 | 6,89 | 5,24 | 1,35 | 0,45 | 668      |
| Ribeiradio                                   | 53,26 | 29,80 | 4,47 | 2,79 | 0,74 | 1,86 | 537      |
| São João da Serra                            | 62,15 | 26,39 | 2,78 | 1,74 | 1,04 | 1,39 | 288      |
| São Vicente de Lafões                        | 57,21 | 21,63 | 7,21 | 3,37 | 1,20 | 2,40 | 416      |
| Oliveira de Frades                           | 56,72 | 23,87 | 6,63 | 3,39 | 1,07 | 1,01 | 5 245    |

### Penalva do Castelo
| Partido                 | Partido                        | Votos | %               | +/-  |
| ----------------------- | ------------------------------ | ----- | --------------- | ---- |
|                         | Portugal à Frente              | 2 202 | 50,87 / 100,00  | 8,91 |
|                         | Partido Socialista             | 1 359 | 31,39 / 100,00  | 3,36 |
|                         | Bloco de Esquerda              | 203   | 4,69 / 100,00   | 2,78 |
|                         | Coligação Democrática Unitária | 167   | 3,86 / 100,00   | 0,28 |
|                         | Outros                         | 185   | 4,27 / 100,00   |      |
| Votos Inválidos         | Votos Inválidos                | 213   | 4,92 / 100,00   | 0,88 |
| Total                   | Total                          | 4 329 | 100,00 / 100,00 |      |
| Eleitorado/Participação | Eleitorado/Participação        | 8 516 | 50,83 / 100,00  | 0,33 |

| Freguesia                    | %     | %     | %    | %     | Votantes |
| Freguesia                    | PÀF   | PS    | BE   | CDU   | Votantes |
| ---------------------------- | ----- | ----- | ---- | ----- | -------- |
| Antas e Matela               | 63,42 | 22,15 | 5,37 | 1,68  | 298      |
| Castelo de Penalva           | 59,87 | 23,78 | 4,46 | 2,76  | 471      |
| Esmolfe                      | 52,35 | 30,69 | 4,69 | 2,53  | 277      |
| Germil                       | 45,76 | 33,47 | 5,93 | 2,54  | 236      |
| Ínsua                        | 40,88 | 38,14 | 5,02 | 5,57  | 1 096    |
| Lusinde                      | 52,00 | 23,20 | 9,60 | 4,80  | 125      |
| Pindo                        | 51,41 | 32,12 | 4,90 | 3,13  | 959      |
| Real                         | 51,41 | 16,90 | 2,82 | 20,42 | 142      |
| Sezures                      | 55,73 | 35,73 | 2,40 | 0,80  | 375      |
| Trancozelos                  | 34,56 | 47,06 | 2,94 | 1,47  | 136      |
| Vila Cova do Covelo e Mareco | 66,82 | 18,69 | 3,74 | 2,34  | 214      |
| Penalva do Castelo           | 50,87 | 31,39 | 4,69 | 3,86  | 4 329    |

### Penedono
| Partido                 | Partido                        | Votos | %               | +/-  |
| ----------------------- | ------------------------------ | ----- | --------------- | ---- |
|                         | Portugal à Frente              | 693   | 48,70 / 100,00  | 8,79 |
|                         | Partido Socialista             | 451   | 31,69 / 100,00  | 2,97 |
|                         | Bloco de Esquerda              | 87    | 6,11 / 100,00   | 3,40 |
|                         | Coligação Democrática Unitária | 53    | 3,72 / 100,00   | 0,70 |
|                         | PCTP/MRPP                      | 20    | 1,41 / 100,00   | 0,40 |
|                         | Outros                         | 45    | 3,15 / 100,00   |      |
| Votos Inválidos         | Votos Inválidos                | 74    | 5,20 / 100,00   | 0,73 |
| Total                   | Total                          | 1 423 | 100,00 / 100,00 |      |
| Eleitorado/Participação | Eleitorado/Participação        | 3 505 | 40,60 / 100,00  | 2,94 |

| Freguesia         | %     | %     | %    | %    | %    | Votantes |
| Freguesia         | PÀF   | PS    | BE   | CDU  | PCTP | Votantes |
| ----------------- | ----- | ----- | ---- | ---- | ---- | -------- |
| Antas e Ourozinho | 39,66 | 41,95 | 4,60 | 3,45 | 1,15 | 174      |
| Beselga           | 50,00 | 27,71 | 7,83 | 2,41 | 3,61 | 166      |
| Castainço         | 37,36 | 43,96 | 6,59 | 1,10 | 4,40 | 91       |
| Penedono e Granja | 44,22 | 33,47 | 6,37 | 5,38 | 0,80 | 502      |
| Penela da Beira   | 57,84 | 28,65 | 4,86 | 2,16 | 0,54 | 185      |
| Póvoa de Penela   | 44,68 | 30,50 | 9,22 | 3,55 | 2,13 | 141      |
| Souto             | 70,12 | 17,07 | 3,66 | 3,66 | 0    | 164      |
| Penedono          | 48,70 | 31,69 | 6,11 | 3,72 | 1,41 | 1 423    |

### Resende
| Partido                 | Partido                        | Votos  | %               | +/-  |
| ----------------------- | ------------------------------ | ------ | --------------- | ---- |
|                         | Portugal à Frente              | 2 660  | 44,57 / 100,00  | 8,29 |
|                         | Partido Socialista             | 2 484  | 41,62 / 100,00  | 4,43 |
|                         | Bloco de Esquerda              | 220    | 3,69 / 100,00   | 2,21 |
|                         | Coligação Democrática Unitária | 188    | 3,15 / 100,00   | 0,58 |
|                         | PCTP/MRPP                      | 64     | 1,07 / 100,00   | 0,04 |
|                         | Outros                         | 165    | 2,76 / 100,00   |      |
| Votos Inválidos         | Votos Inválidos                | 187    | 3,13 / 100,00   | 0,29 |
| Total                   | Total                          | 5 968  | 100,00 / 100,00 |      |
| Eleitorado/Participação | Eleitorado/Participação        | 10 929 | 54,61 / 100,00  | 0,15 |

| Freguesia                     | %     | %     | %    | %    | %    | Votantes |
| Freguesia                     | PÀF   | PS    | BE   | CDU  | PCTP | Votantes |
| ----------------------------- | ----- | ----- | ---- | ---- | ---- | -------- |
| Anreade e São Romão de Aregos | 40,57 | 46,36 | 4,07 | 2,96 | 1,23 | 811      |
| Barrô                         | 49,85 | 32,42 | 2,75 | 5,20 | 1,83 | 327      |
| Cárquere                      | 47,51 | 36,88 | 2,60 | 3,47 | 1,30 | 461      |
| Felgueiras e Feirão           | 44,19 | 39,53 | 2,71 | 1,94 | 0,78 | 258      |
| Freigil e Miomães             | 31,82 | 56,14 | 4,77 | 2,95 | 0,91 | 440      |
| Ovadas e Panchorra            | 57,73 | 31,82 | 3,64 | 0,91 | 0,45 | 220      |
| Paus                          | 40,36 | 50,18 | 1,82 | 2,18 | 0,36 | 275      |
| Resende                       | 41,47 | 43,75 | 3,91 | 3,37 | 1,26 | 1 664    |
| São Cipriano                  | 55,16 | 31,43 | 3,74 | 3,52 | 0,66 | 455      |
| São João de Fontoura          | 46,61 | 41,89 | 3,83 | 3,54 | 1,18 | 339      |
| São Martinho de Mouros        | 49,86 | 36,49 | 4,18 | 2,92 | 0,84 | 718      |
| Resende                       | 44,57 | 41,62 | 3,69 | 3,15 | 1,07 | 5 968    |

### Santa Comba Dão
| Partido                 | Partido                        | Votos  | %               | +/-   |
| ----------------------- | ------------------------------ | ------ | --------------- | ----- |
|                         | Portugal à Frente              | 3 047  | 51,67 / 100,00  | 10,28 |
|                         | Partido Socialista             | 1 781  | 30,20 / 100,00  | 4,85  |
|                         | Bloco de Esquerda              | 365    | 6,19 / 100,00   | 3,45  |
|                         | Coligação Democrática Unitária | 137    | 2,32 / 100,00   | 0,25  |
|                         | Outros                         | 277    | 4,70 / 100,00   |       |
| Votos Inválidos         | Votos Inválidos                | 290    | 4,92 / 100,00   | 0,05  |
| Total                   | Total                          | 5 897  | 100,00 / 100,00 |       |
| Eleitorado/Participação | Eleitorado/Participação        | 11 254 | 52,40 / 100,00  | 3,18  |

| Freguesia                           | %     | %     | %    | %    | Votantes |
| Freguesia                           | PÀF   | PS    | BE   | CDU  | Votantes |
| ----------------------------------- | ----- | ----- | ---- | ---- | -------- |
| Ovoa e Vimieiro                     | 54,40 | 31,37 | 5,67 | 1,74 | 864      |
| Pinheiro de Ázere                   | 46,20 | 33,95 | 5,75 | 2,41 | 539      |
| Santa Comba Dão e Couto do Mosteiro | 48,18 | 32,42 | 7,17 | 1,90 | 2 258    |
| São Joaninho                        | 57,17 | 24,87 | 5,53 | 3,45 | 579      |
| São João de Areias                  | 53,91 | 27,83 | 5,28 | 2,64 | 909      |
| Treixedo e Nagozela                 | 56,02 | 26,47 | 5,75 | 2,94 | 748      |
| Santa Comba Dão                     | 51,67 | 30,20 | 6,19 | 2,32 | 5 897    |

### São João da Pesqueira
| Partido                 | Partido                         | Votos | %               | +/-  |
| ----------------------- | ------------------------------- | ----- | --------------- | ---- |
|                         | Portugal à Frente               | 1 936 | 54,20 / 100,00  | 4,73 |
|                         | Partido Socialista              | 1 006 | 28,16 / 100,00  | 0,63 |
|                         | Bloco de Esquerda               | 183   | 5,12 / 100,00   | 2,49 |
|                         | Coligação Democrática Unitária  | 129   | 3,61 / 100,00   | 0,45 |
|                         | PCTP/MRPP                       | 46    | 1,29 / 100,00   | 0,48 |
|                         | Partido Democrático Republicano | 36    | 1,01 / 100,00   | Novo |
|                         | Outros                          | 132   | 3,70 / 100,00   |      |
| Votos Inválidos         | Votos Inválidos                 | 104   | 2,92 / 100,00   | 0,03 |
| Total                   | Total                           | 3 572 | 100,00 / 100,00 |      |
| Eleitorado/Participação | Eleitorado/Participação         | 7 388 | 48,35 / 100,00  | 0,49 |

| Freguesia                                 | %     | %     | %     | %    | %    | %    | Votantes |
| Freguesia                                 | PÀF   | PS    | BE    | CDU  | PCTP | PDR  | Votantes |
| ----------------------------------------- | ----- | ----- | ----- | ---- | ---- | ---- | -------- |
| Castanheiro do Sul                        | 54,77 | 28,63 | 4,98  | 3,32 | 0,83 | 0,83 | 241      |
| Ervedosa do Douro                         | 46,73 | 31,29 | 7,33  | 3,37 | 1,78 | 1,58 | 505      |
| Nagozelo do Douro                         | 43,50 | 32,29 | 7,17  | 7,17 | 0,90 | 1,79 | 223      |
| Paredes da Beira                          | 68,73 | 19,27 | 4,00  | 0,73 | 0,36 | 0,36 | 275      |
| Riodades                                  | 54,88 | 33,95 | 2,33  | 1,86 | 0,47 | 0    | 215      |
| São João da Pesqueira e Várzea de Trevões | 52,65 | 28,97 | 4,91  | 5,49 | 1,25 | 1,06 | 1 039    |
| Soutelo do Douro                          | 57,88 | 27,84 | 3,66  | 1,83 | 1,83 | 0,73 | 273      |
| Trevões e Espinhosa                       | 60,00 | 26,90 | 2,41  | 2,76 | 0,34 | 1,03 | 290      |
| Vale de Figueira                          | 44,44 | 35,19 | 9,26  | 1,85 | 2,47 | 0,62 | 162      |
| Valongo dos Azeites                       | 62,18 | 17,65 | 10,08 | 2,52 | 2,52 | 1,68 | 119      |
| Vilarouco e Pereiros                      | 60,43 | 20,87 | 3,04  | 2,61 | 2,17 | 0,87 | 230      |
| São João da Pesqueira                     | 54,20 | 28,16 | 5,12  | 3,61 | 1,29 | 1,01 | 3 572    |

### São Pedro do Sul
| Partido                 | Partido                        | Votos  | %               | +/-  |
| ----------------------- | ------------------------------ | ------ | --------------- | ---- |
|                         | Portugal à Frente              | 3 945  | 44,34 / 100,00  | 9,90 |
|                         | Partido Socialista             | 3 016  | 33,90 / 100,00  | 4,31 |
|                         | Bloco de Esquerda              | 709    | 7,97 / 100,00   | 4,07 |
|                         | Coligação Democrática Unitária | 357    | 4,01 / 100,00   | 0,23 |
|                         | PCTP/MRPP                      | 95     | 1,07 / 100,00   | 0,18 |
|                         | Outros                         | 365    | 4,11 / 100,00   |      |
| Votos Inválidos         | Votos Inválidos                | 410    | 4,61 / 100,00   | 0,34 |
| Total                   | Total                          | 8 897  | 100,00 / 100,00 |      |
| Eleitorado/Participação | Eleitorado/Participação        | 16 903 | 52,64 / 100,00  | 2,05 |

| Freguesia                                     | %     | %     | %     | %    | %    | Votantes |
| Freguesia                                     | PÀF   | PS    | BE    | CDU  | PCTP | Votantes |
| --------------------------------------------- | ----- | ----- | ----- | ---- | ---- | -------- |
| Bordonhos                                     | 42,72 | 37,09 | 8,94  | 1,99 | 1,99 | 302      |
| Carvalhais e Candal                           | 46,55 | 31,12 | 8,41  | 3,39 | 1,00 | 797      |
| Figueiredo de Alva                            | 51,24 | 26,97 | 8,51  | 2,90 | 1,04 | 482      |
| Manhouce                                      | 34,93 | 44,52 | 5,14  | 6,51 | 0,34 | 292      |
| Pindelo dos Milagres                          | 53,58 | 31,30 | 4,24  | 2,12 | 2,12 | 377      |
| Pinho                                         | 57,92 | 23,75 | 6,04  | 2,08 | 1,25 | 480      |
| Santa Cruz da Trapa e São Cristóvão de Lafões | 46,86 | 33,03 | 7,94  | 1,41 | 0,64 | 781      |
| São Félix                                     | 34,80 | 42,29 | 11,01 | 3,96 | 0,44 | 227      |
| São Martinho das Moitas e Covas do Rio        | 38,55 | 49,16 | 3,35  | 3,35 | 0,56 | 179      |
| São Pedro do Sul, Várzea e Baiões             | 38,40 | 36,60 | 9,27  | 5,85 | 1,04 | 2 891    |
| Serrazes                                      | 45,56 | 33,53 | 8,88  | 3,16 | 0,79 | 507      |
| Sul                                           | 42,20 | 38,48 | 7,98  | 3,90 | 1,06 | 564      |
| Valadares                                     | 55,70 | 25,38 | 7,53  | 1,51 | 1,08 | 465      |
| Vila Maior                                    | 47,74 | 28,75 | 5,06  | 5,97 | 1,63 | 553      |
| São Pedro do Sul                              | 44,34 | 33,90 | 7,97  | 4,01 | 1,07 | 8 897    |

### Sátão
| Partido                 | Partido                        | Votos  | %               | +/-  |
| ----------------------- | ------------------------------ | ------ | --------------- | ---- |
|                         | Portugal à Frente              | 3 794  | 60,57 / 100,00  | 8,87 |
|                         | Partido Socialista             | 1 464  | 23,37 / 100,00  | 2,83 |
|                         | Bloco de Esquerda              | 338    | 5,40 / 100,00   | 3,21 |
|                         | Coligação Democrática Unitária | 143    | 2,28 / 100,00   | 0,85 |
|                         | Outros                         | 280    | 4,46 / 100,00   |      |
| Votos Inválidos         | Votos Inválidos                | 245    | 3,91 / 100,00   | 0,13 |
| Total                   | Total                          | 6 264  | 100,00 / 100,00 |      |
| Eleitorado/Participação | Eleitorado/Participação        | 13 931 | 44,96 / 100,00  | 4,08 |

| Freguesia                     | %     | %     | %    | %    | Votantes |
| Freguesia                     | PÀF   | PS    | BE   | CDU  | Votantes |
| ----------------------------- | ----- | ----- | ---- | ---- | -------- |
| Águas Boas e Forles           | 51,70 | 29,55 | 7,39 | 1,14 | 176      |
| Avelal                        | 73,93 | 14,01 | 5,06 | 0,78 | 257      |
| Ferreira de Aves              | 68,69 | 19,46 | 3,11 | 2,25 | 1 156    |
| Mioma                         | 59,46 | 20,36 | 8,29 | 1,08 | 555      |
| Rio de Moinhos                | 52,39 | 32,89 | 6,12 | 1,34 | 523      |
| Romãs, Decermilo e Vila Longa | 56,63 | 27,46 | 4,21 | 2,03 | 641      |
| São Miguel de Vila Boa        | 60,49 | 24,01 | 5,62 | 2,19 | 729      |
| Sátão                         | 56,60 | 24,29 | 6,42 | 3,42 | 1 931    |
| Silvã de Cima                 | 73,65 | 15,54 | 2,03 | 1,69 | 296      |
| Sátão                         | 60,57 | 23,37 | 5,40 | 2,28 | 6 264    |

### Sernancelhe
| Partido                 | Partido                        | Votos | %               | +/-  |
| ----------------------- | ------------------------------ | ----- | --------------- | ---- |
|                         | Portugal à Frente              | 2 072 | 63,50 / 100,00  | 6,23 |
|                         | Partido Socialista             | 827   | 25,34 / 100,00  | 2,57 |
|                         | Bloco de Esquerda              | 114   | 3,49 / 100,00   | 2,19 |
|                         | Coligação Democrática Unitária | 45    | 1,38 / 100,00   | 0,43 |
|                         | Outros                         | 99    | 3,04 / 100,00   |      |
| Votos Inválidos         | Votos Inválidos                | 106   | 3,24 / 100,00   | 0,13 |
| Total                   | Total                          | 3 263 | 100,00 / 100,00 |      |
| Eleitorado/Participação | Eleitorado/Participação        | 6 325 | 51,59 / 100,00  | 0,32 |

| Freguesia                 | %     | %     | %    | %    | Votantes |
| Freguesia                 | PÀF   | PS    | BE   | CDU  | Votantes |
| ------------------------- | ----- | ----- | ---- | ---- | -------- |
| Arnas                     | 57,14 | 28,57 | 3,76 | 4,51 | 133      |
| Carregal                  | 77,22 | 13,92 | 1,69 | 0,84 | 237      |
| Chosendo                  | 60,00 | 25,52 | 4,14 | 0,69 | 145      |
| Cunha                     | 74,57 | 17,34 | 1,73 | 1,73 | 173      |
| Faia                      | 53,33 | 27,78 | 5,56 | 4,44 | 90       |
| Ferreirim e Macieira      | 66,10 | 22,32 | 1,98 | 2,54 | 354      |
| Fonte Arcada e Escurquela | 64,20 | 23,46 | 4,94 | 0,82 | 243      |
| Granjal                   | 61,54 | 27,56 | 6,41 | 0,64 | 156      |
| Lamosa                    | 44,80 | 44,00 | 3,20 | 0,80 | 125      |
| Penso e Freixinho         | 58,21 | 28,86 | 5,47 | 1,00 | 201      |
| Quintela                  | 71,98 | 17,03 | 3,30 | 1,10 | 182      |
| Sernancelhe e Sarzeda     | 59,88 | 29,63 | 3,87 | 1,12 | 982      |
| Vila da Ponte             | 70,66 | 20,66 | 1,24 | 0,41 | 242      |
| Sernancelhe               | 63,50 | 25,34 | 3,49 | 1,38 | 3 263    |

### Tabuaço
| Partido                 | Partido                        | Votos | %               | +/-   |
| ----------------------- | ------------------------------ | ----- | --------------- | ----- |
|                         | Portugal à Frente              | 1 568 | 52,97 / 100,00  | 11,13 |
|                         | Partido Socialista             | 922   | 31,15 / 100,00  | 3,00  |
|                         | Bloco de Esquerda              | 136   | 4,59 / 100,00   | 3,32  |
|                         | Coligação Democrática Unitária | 85    | 2,87 / 100,00   | 1,07  |
|                         | PCTP/MRPP                      | 39    | 1,32 / 100,00   | 0,82  |
|                         | Outros                         | 105   | 3,55 / 100,00   |       |
| Votos Inválidos         | Votos Inválidos                | 105   | 3,55 / 100,00   | 1,43  |
| Total                   | Total                          | 2 960 | 100,00 / 100,00 |       |
| Eleitorado/Participação | Eleitorado/Participação        | 5 852 | 50,58 / 100,00  | 3,79  |

| Freguesia                    | %     | %     | %    | %    | %    | Votantes |
| Freguesia                    | PÀF   | PS    | BE   | CDU  | PCTP | Votantes |
| ---------------------------- | ----- | ----- | ---- | ---- | ---- | -------- |
| Adorigo                      | 54,86 | 31,43 | 4,57 | 4,57 | 1,14 | 175      |
| Arcos                        | 47,12 | 39,42 | 8,65 | 0    | 0,96 | 104      |
| Barcos e Santa Leocádia      | 57,66 | 28,13 | 3,06 | 3,34 | 0,84 | 359      |
| Chavães                      | 48,52 | 42,01 | 1,18 | 3,55 | 0,59 | 169      |
| Desejosa                     | 44,05 | 41,67 | 4,76 | 0    | 2,38 | 84       |
| Granja do Tedo               | 79,25 | 10,38 | 2,83 | 2,83 | 0    | 106      |
| Longa                        | 74,05 | 11,45 | 1,53 | 3,05 | 1,53 | 131      |
| Paradela e Granjinha         | 55,70 | 24,05 | 2,53 | 2,53 | 3,80 | 79       |
| Pinheiros e Vale de Figueira | 72,22 | 12,96 | 4,32 | 1,85 | 1,85 | 162      |
| Sendim                       | 48,26 | 30,29 | 6,43 | 2,14 | 1,61 | 373      |
| Tabuaço                      | 50,18 | 34,87 | 4,62 | 2,43 | 0,97 | 823      |
| Távora e Pereiro             | 45,58 | 36,73 | 5,31 | 3,54 | 2,65 | 226      |
| Valença do Douro             | 34,91 | 41,42 | 8,28 | 6,51 | 1,18 | 169      |
| Tabuaço                      | 52,97 | 31,15 | 4,59 | 2,87 | 1,32 | 2 960    |

### Tarouca
| Partido                 | Partido                         | Votos | %               | +/-  |
| ----------------------- | ------------------------------- | ----- | --------------- | ---- |
|                         | Portugal à Frente               | 1 955 | 53,62 / 100,00  | 9,81 |
|                         | Partido Socialista              | 903   | 24,77 / 100,00  | 0,66 |
|                         | Bloco de Esquerda               | 300   | 8,23 / 100,00   | 5,64 |
|                         | Coligação Democrática Unitária  | 167   | 4,58 / 100,00   | 1,18 |
|                         | PCTP/MRPP                       | 40    | 1,10 / 100,00   | 0,11 |
|                         | Partido Democrático Republicano | 39    | 1,07 / 100,00   | Novo |
|                         | Outros                          | 118   | 3,24 / 100,00   |      |
| Votos Inválidos         | Votos Inválidos                 | 124   | 3,40 / 100,00   | 0,51 |
| Total                   | Total                           | 3 646 | 100,00 / 100,00 |      |
| Eleitorado/Participação | Eleitorado/Participação         | 7 838 | 46,52 / 100,00  | 1,95 |

| Freguesia                       | %     | %     | %    | %     | %    | %    | Votantes |
| Freguesia                       | PÀF   | PS    | BE   | CDU   | PCTP | PDR  | Votantes |
| ------------------------------- | ----- | ----- | ---- | ----- | ---- | ---- | -------- |
| Gouviães e Ucanha               | 47,68 | 28,12 | 9,29 | 6,36  | 1,22 | 0,98 | 409      |
| Granja Nova e Vila Chã da Beira | 44,58 | 31,25 | 7,50 | 5,42  | 2,50 | 0,83 | 240      |
| Mondim da Beira                 | 48,70 | 26,95 | 6,82 | 10,06 | 1,30 | 1,30 | 308      |
| Salzedas                        | 61,26 | 16,22 | 5,71 | 3,90  | 2,40 | 0,60 | 333      |
| São João de Tarouca             | 59,02 | 28,57 | 4,89 | 1,50  | 0,38 | 0,75 | 266      |
| Tarouca e Dálvares              | 53,10 | 24,70 | 9,80 | 4,06  | 0,68 | 1,25 | 1 919    |
| Várzea da Serra                 | 71,93 | 15,20 | 1,75 | 1,17  | 1,75 | 0,58 | 171      |
| Tarouca                         | 53,62 | 24,77 | 8,23 | 4,58  | 1,10 | 1,07 | 3 646    |

### Tondela
| Partido                 | Partido                         | Votos  | %               | +/-  |
| ----------------------- | ------------------------------- | ------ | --------------- | ---- |
|                         | Portugal à Frente               | 8 634  | 56,55 / 100,00  | 7,98 |
|                         | Partido Socialista              | 3 642  | 23,85 / 100,00  | 1,93 |
|                         | Bloco de Esquerda               | 989    | 6,48 / 100,00   | 3,91 |
|                         | Coligação Democrática Unitária  | 511    | 3,35 / 100,00   | 0,19 |
|                         | Partido Democrático Republicano | 170    | 1,11 / 100,00   | Novo |
|                         | Outros                          | 590    | 3,87 / 100,00   |      |
| Votos Inválidos         | Votos Inválidos                 | 733    | 4,80 / 100,00   | 0,18 |
| Total                   | Total                           | 15 269 | 100,00 / 100,00 |      |
| Eleitorado/Participação | Eleitorado/Participação         | 28 176 | 54,19 / 100,00  | 1,65 |

| Freguesia                                | %     | %     | %    | %    | %    | Votantes |
| Freguesia                                | PÀF   | PS    | BE   | CDU  | PDR  | Votantes |
| ---------------------------------------- | ----- | ----- | ---- | ---- | ---- | -------- |
| Barreiro de Besteiros e Tourigo          | 74,29 | 11,10 | 4,19 | 1,70 | 0,68 | 883      |
| Campo de Besteiros                       | 53,76 | 26,88 | 6,75 | 3,31 | 1,02 | 785      |
| Canas de Santa Maria                     | 51,55 | 25,52 | 8,57 | 4,19 | 1,40 | 1 003    |
| Caparrosa e Silvares                     | 67,13 | 20,63 | 3,32 | 0,87 | 1,75 | 572      |
| Castelões                                | 62,63 | 16,71 | 6,51 | 2,93 | 1,91 | 784      |
| Dardavaz                                 | 72,25 | 15,68 | 4,03 | 1,27 | 0,42 | 472      |
| Ferreirós do Dão                         | 65,84 | 17,82 | 3,96 | 1,98 | 0,50 | 202      |
| Guardão                                  | 51,77 | 29,65 | 3,53 | 7,68 | 0,46 | 651      |
| Lajeosa do Dão                           | 61,01 | 24,80 | 5,70 | 2,12 | 0,56 | 895      |
| Lobão da Beira                           | 50,50 | 27,57 | 7,64 | 2,66 | 2,33 | 602      |
| Molelos                                  | 47,24 | 30,59 | 8,33 | 2,39 | 0,99 | 1 213    |
| Mouraz e Vila Nova da Rainha             | 59,65 | 21,86 | 6,34 | 4,59 | 1,62 | 741      |
| Parada de Gonta                          | 59,91 | 20,28 | 6,68 | 3,46 | 0,46 | 434      |
| Santiago de Besteiros                    | 61,64 | 21,86 | 5,19 | 3,14 | 1,42 | 636      |
| São João do Monte e Mosteirinho          | 72,48 | 12,95 | 3,42 | 4,14 | 0,36 | 556      |
| São Miguel do Outeiro e Sabugosa         | 48,96 | 30,78 | 7,14 | 3,12 | 1,43 | 770      |
| Tonda                                    | 48,29 | 25,67 | 8,75 | 3,99 | 1,14 | 526      |
| Tondela e Nandufe                        | 47,29 | 27,82 | 7,97 | 4,41 | 1,15 | 2 696    |
| Vilar de Besteiros e Mosteiro de Fráguas | 62,15 | 21,58 | 6,01 | 2,36 | 0,83 | 848      |
| Tondela                                  | 56,55 | 23,85 | 6,48 | 3,35 | 1,11 | 15 269   |

### Vila Nova de Paiva
| Partido                 | Partido                        | Votos | %               | +/-  |
| ----------------------- | ------------------------------ | ----- | --------------- | ---- |
|                         | Portugal à Frente              | 1 662 | 64,07 / 100,00  | 6,55 |
|                         | Partido Socialista             | 568   | 21,90 / 100,00  | 2,62 |
|                         | Bloco de Esquerda              | 101   | 3,89 / 100,00   | 2,10 |
|                         | Coligação Democrática Unitária | 64    | 2,47 / 100,00   | 0,26 |
|                         | Outros                         | 104   | 4,01 / 100,00   |      |
| Votos Inválidos         | Votos Inválidos                | 95    | 3,66 / 100,00   | 0,26 |
| Total                   | Total                          | 2 594 | 100,00 / 100,00 |      |
| Eleitorado/Participação | Eleitorado/Participação        | 6 834 | 37,96 / 100,00  | 3,00 |

| Freguesia                            | %     | %     | %    | %    | Votantes |
| Freguesia                            | PÀF   | PS    | BE   | CDU  | Votantes |
| ------------------------------------ | ----- | ----- | ---- | ---- | -------- |
| Pendilhe                             | 50,56 | 28,84 | 4,49 | 5,62 | 267      |
| Queiriga                             | 64,41 | 22,88 | 3,95 | 1,69 | 354      |
| Touro                                | 66,67 | 21,29 | 2,80 | 1,72 | 465      |
| Vila Cova à Coelheira                | 80,50 | 9,98  | 2,04 | 0,91 | 441      |
| Vila Nova de Paiva, Alhais e Fráguas | 59,42 | 25,02 | 4,97 | 2,91 | 1 067    |
| Vila Nova de Paiva                   | 64,07 | 21,90 | 3,89 | 2,47 | 2 594    |

### Viseu
| Partido                 | Partido                         | Votos  | %               | +/-   |
| ----------------------- | ------------------------------- | ------ | --------------- | ----- |
|                         | Portugal à Frente               | 25 504 | 49,78 / 100,00  | 12,06 |
|                         | Partido Socialista              | 14 547 | 28,39 / 100,00  | 4,58  |
|                         | Bloco de Esquerda               | 4 349  | 8,49 / 100,00   | 4,34  |
|                         | Coligação Democrática Unitária  | 1 833  | 3,58 / 100,00   | 0,66  |
|                         | Partido Democrático Republicano | 658    | 1,28 / 100,00   | Novo  |
|                         | Outros                          | 2 162  | 4,22 / 100,00   |       |
| Votos Inválidos         | Votos Inválidos                 | 2 178  | 4,25 / 100,00   | 0,17  |
| Total                   | Total                           | 51 231 | 100,00 / 100,00 |       |
| Eleitorado/Participação | Eleitorado/Participação         | 95 947 | 53,40 / 100,00  | 2,42  |

| Freguesia                          | %     | %     | %     | %    | %    | Votantes |
| Freguesia                          | PÀF   | PS    | BE    | CDU  | PDR  | Votantes |
| ---------------------------------- | ----- | ----- | ----- | ---- | ---- | -------- |
| Abraveses                          | 47,72 | 28,34 | 9,40  | 4,18 | 1,38 | 4 139    |
| Barreiros e Cepões                 | 54,98 | 25,23 | 8,45  | 1,97 | 0,46 | 864      |
| Boa Aldeia, Farminhão e Torredeita | 43,54 | 34,68 | 9,27  | 2,47 | 0,89 | 1 456    |
| Bodiosa                            | 65,52 | 17,45 | 6,18  | 2,06 | 0,91 | 1 650    |
| Calde                              | 60,77 | 24,97 | 4,94  | 2,06 | 0,82 | 729      |
| Campo                              | 53,21 | 24,52 | 9,21  | 3,03 | 1,42 | 2 541    |
| Cavernães                          | 62,26 | 19,70 | 6,73  | 2,67 | 1,02 | 787      |
| Cota                               | 58,23 | 24,21 | 4,25  | 1,66 | 0,18 | 541      |
| Coutos de Viseu                    | 49,39 | 31,34 | 5,61  | 4,51 | 0,85 | 820      |
| Fail e Vila Chã de Sá              | 51,05 | 31,91 | 5,96  | 2,09 | 1,32 | 1 291    |
| Fragosela                          | 48,50 | 30,60 | 8,52  | 2,76 | 1,81 | 1 268    |
| Lordosa                            | 60,79 | 23,13 | 6,28  | 1,98 | 0,99 | 908      |
| Mundão                             | 48,15 | 28,33 | 10,27 | 3,85 | 1,28 | 1 246    |
| Orgens                             | 45,80 | 29,90 | 8,20  | 4,69 | 1,48 | 1 963    |
| Povolide                           | 58,66 | 26,82 | 4,25  | 3,46 | 0,89 | 895      |
| Ranhados                           | 43,48 | 29,98 | 10,63 | 3,93 | 1,72 | 2 445    |
| Repeses e São Salvador             | 44,80 | 32,26 | 9,45  | 4,10 | 1,59 | 3 143    |
| Ribafeita                          | 64,54 | 18,19 | 8,50  | 1,73 | 0,80 | 753      |
| Rio de Loba                        | 48,94 | 26,81 | 9,14  | 4,05 | 1,63 | 4 473    |
| Santos Evos                        | 47,18 | 33,33 | 6,54  | 3,97 | 1,28 | 780      |
| São Cipriano e Vil de Souto        | 54,35 | 21,42 | 8,87  | 4,65 | 2,02 | 1 139    |
| São João de Lourosa                | 50,53 | 28,36 | 9,01  | 4,62 | 1,28 | 2 274    |
| São Pedro de France                | 65,51 | 23,17 | 2,66  | 1,46 | 0,53 | 751      |
| Silgueiros                         | 60,51 | 23,83 | 6,89  | 1,46 | 0,76 | 1 712    |
| Viseu                              | 44,81 | 31,67 | 9,19  | 4,10 | 1,26 | 12 663   |
| Viseu                              | 49,78 | 28,39 | 8,49  | 3,58 | 1,28 | 51 231   |

### Vouzela
| Partido                 | Partido                         | Votos | %               | +/-  |
| ----------------------- | ------------------------------- | ----- | --------------- | ---- |
|                         | Portugal à Frente               | 2 908 | 51,96 / 100,00  | 9,31 |
|                         | Partido Socialista              | 1 743 | 31,14 / 100,00  | 4,12 |
|                         | Bloco de Esquerda               | 344   | 6,15 / 100,00   | 3,37 |
|                         | Coligação Democrática Unitária  | 162   | 2,89 / 100,00   | 0,63 |
|                         | Partido Democrático Republicano | 58    | 1,04 / 100,00   | Novo |
|                         | Outros                          | 165   | 2,94 / 100,00   |      |
| Votos Inválidos         | Votos Inválidos                 | 217   | 3,88 / 100,00   | 0,17 |
| Total                   | Total                           | 5 597 | 100,00 / 100,00 |      |
| Eleitorado/Participação | Eleitorado/Participação         | 9 784 | 57,21 / 100,00  | 2,07 |

| Freguesia                        | %     | %     | %    | %    | %    | Votantes |
| Freguesia                        | PÀF   | PS    | BE   | CDU  | PDR  | Votantes |
| -------------------------------- | ----- | ----- | ---- | ---- | ---- | -------- |
| Alcofra                          | 58,38 | 30,77 | 2,76 | 2,17 | 0,39 | 507      |
| Cambra e Carvalhal de Vermilhas  | 66,67 | 16,67 | 4,69 | 2,47 | 1,17 | 768      |
| Campia                           | 70,71 | 15,20 | 4,04 | 2,45 | 0,98 | 416      |
| Fataunços e Figueiredo das Donas | 44,00 | 38,56 | 5,44 | 2,72 | 1,44 | 625      |
| Fornelo do Monte                 | 38,69 | 47,45 | 3,65 | 4,38 | 0,73 | 137      |
| Queirã                           | 47,71 | 34,64 | 8,37 | 2,48 | 1,44 | 765      |
| São Miguel do Mato               | 53,68 | 31,21 | 4,57 | 2,78 | 1,39 | 503      |
| Ventosa                          | 38,05 | 39,76 | 9,76 | 3,41 | 0,73 | 410      |
| Vouzela e Paços de Vilharigues   | 37,90 | 41,65 | 8,91 | 3,94 | 0,75 | 1 066    |
| Vouzela                          | 51,96 | 31,14 | 6,15 | 2,89 | 1,04 | 5 597    |